# LinuxTag

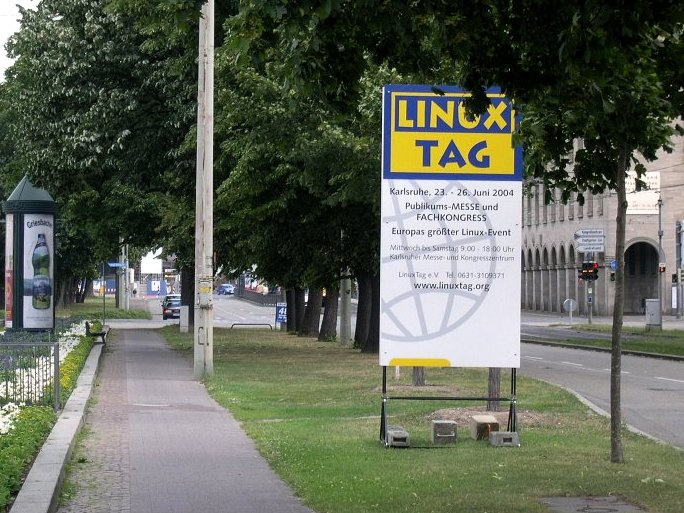
街に立てられたLinuxTagの看板

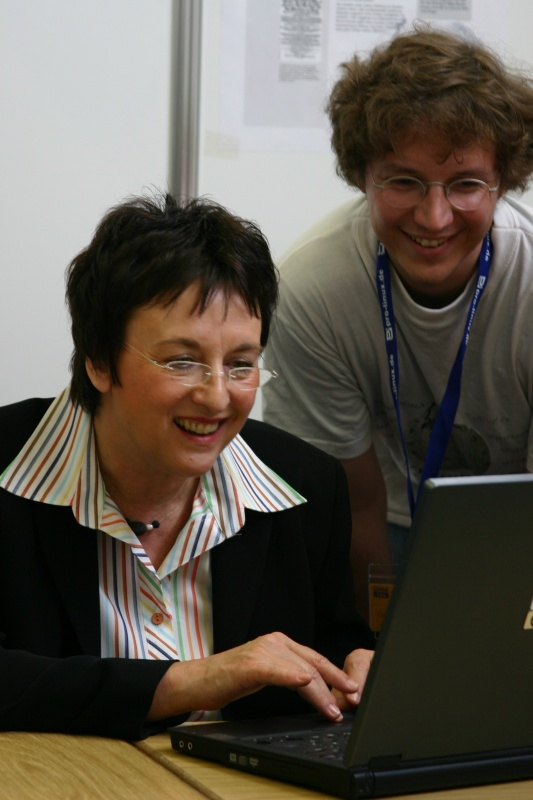
LinuxTag2006にてWikipediaブースを訪れるブリギッテ・ツィプリース前法務大臣

LinuxTag とは、毎年夏にドイツで開催されるヨーロッパ最大規模のLinuxに重点を置いた自由ソフトウェアの展示会およびカンファレンスである。毎年、世界中から多くの人が訪れている。
LinuxTagのスローガンは"Where .COM meets .ORG"（「.comと.orgの出会い」）であり、これには営利企業と非営利団体の両方が参加するという意味が込められている。非営利団体・プロジェクトには、.orgセクションにて無料でブースが提供される。
LinuxTagはドイツ政府と複数のIT企業から出資を受けて運営されている。また、LinuxTagはKnoppixやLinux、Live CDといった有名なプロジェクトのスポンサーでもある。
LinuxTag 2007は、ドイツキリスト教民主同盟の党員であるヴォルフガング・ショイブレからの出資を受けていることが取り沙汰され、中止の危機に瀕した。